# Поляна (Силістринська область)
Поля́на (болг. Поляна) — село в Силістринській області Болгарії. Входить до складу общини Ситово.

## Населення
За даними перепису населення 2011 року у селі проживали 169 осіб, з них 167 осіб (98,8%) — болгари.
Розподіл населення за віком у 2011 році:
Динаміка населення: